# Högtid
En högtid är en tidpunkt, eller en kort tidsperiod, som firas på ett festligt men värdigt sätt. Det kan vara för att fira ett minne av någon eller något. Det kan också vara för att markera att en ny period inleds, till exempel i religiösa sammanhang.
Till kristendomens stora högtider räknas jul, påsk och pingst. Till judendomens högtider räknas bland andra chanukka, jom kippur och pesach. Till islams högtider räknas bland  andra  hijra, id al-fitr och id al-adha.
Inom den kinesiska kulturkretsen bestäms många högtider av den traditionella kinesiska kalendern. De två största är kinesiskt nyår och månfesten.

## Etymologi
Begreppet är belagt sedan förra hälften av 1300-talet (Uplands-Lagen).

## Universella högtider

### Relaterade till årets växlingar
midvinter

midsommar
skördetid

### Livets skeden
Födelse - dop
vuxenskap - Bar mitzva, konfirmation
giftermål
döden

### Årsdagar för individer
födelsedag

## Religiösa högtider

### Judendomens högtider
- Chanukka, också känd som ljusets fest eller invigningsfesten
- Jom kippur, försoningsdagen
- Pesach, firas till minne av uttåget ur Egypten
- Purim
- Rosh hashana är den judiska högtid då judarna firar sitt nyår.
- Sukkot lövhyddohögtiden
- 10 tebet

Se även
- Kategori:Högtider inom judendom

### Kristna högtider
- Påsk, Jesus återuppståndelse
- Pingst, apostlarnas ingivelse
- Advent, inför Jesus födelse
- Jul, Jesus födelse
- Konfirmation, vuxenskap
- Vigsel, giftermål
- Begravning, död
- Dop, Guds välsignelse
- Alla helgon
- Kristi himmelsfärd

### Muslimska högtider
- Hijra
- Id al-fitr
- Id al-adha
- Ashura
- Arba'in
- Laylatul-Qadr

Se även
- Kategori:Högtider inom islam

### Hinduismens högtider
- Se Kategori:Högtider inom hinduism

### Buddhistiska högtider
- Dharmadagen
- Sanghadagen
- Parinirvanadagen

Se även
- Buddhistiska högtider

## Kulturella/landspecifika högtider
Nationaldag
nyår
Namnsdag

### Sveriges högtider
Alla helgons dag
Mårtensafton
Lucia
Studenten
Midsommar
Jul
Nyår
Påsk
Namnsdag
Advent
Pingst
Dop
Konfirmation
Begravning
Vigsel
Födelsedag